# 房山水库
房山水库是中国江苏省连云港市东海县境内的一座水库，位于白沙河上，建于1958年。水库正常库容为1156万立方米，集雨面积为38平方千米，海拔为9.5米。